# Commiphora glaucescens
Commiphora glaucescens är en tvåhjärtbladig växtart som beskrevs av Adolf Engler. Commiphora glaucescens ingår i släktet Commiphora och familjen Burseraceae. Inga underarter finns listade i Catalogue of Life.